# 75式探信儀 OQS-101
75式探信儀 OQS-101は、防衛庁技術研究本部（現：防衛装備庁）で開発されたソナー。性能自体はやや先行して開発・配備されていたアメリカのAN/SQS-26に匹敵するとされるが、大重量であったために、しらね型護衛艦（50/51DDH）の2隻に搭載されるのみとなった。

## 来歴
開発は遠距離探信装置T-101として着手され、昭和37年度から39年度にかけて研究試作、昭和39・40年度に技術試験を行った。その成果を受けて、再度昭和41年から43年度にかけて試作、昭和44年度に技術試験を行った。昭和45・46年には、実用試験隊（現在の開発隊群）の護衛艦「ありあけ」の艦首部に試作機を搭載する改修を行って、実用試験が行われた。ソナーは直径5メートルに及ぶ大型機であり、これを搭載したために、全長にして5.5メートル、排水量にして230トンの大型化となった。またその大消費電力を賄うため、出力225キロワットのディーゼル発電機も搭載するなど、非常に大規模な改修であったため、工事には1年の年月が費やされた。その後、性能改善試験を経て、昭和49年度に75式探信儀 OQS-101として制式化された。

## 設計
送受波器としてはランジュバン型振動子による送受波器S−16型（XS-16）を288個備えており、これらは、48本のステーブ（それぞれに送受波器6個）として配列されている。。
本機は、日本で初めて収束帯（CZ）、海底反跳（ボトム・バウンス、BB）による長距離探知に対応したソナーである。このため、T-101が試作された当初は、艦のローリングの影響を低減するための動揺修正装置が付加されていたものの、むしろその装置の機械的雑音がソナー探知の障害となることが判明し、撤去された。また低周波発振時の振動に伴うキャビテーションの影響が懸念されたことから、ソナードーム内には脱気器が設置されたものの、こちらも効果は認められなかった。また、操作および信号処理にあたっては、扇形走査指示器（SSI）、LFM（linear frequency modulation）信号の採用および相関処理化、自動利得制御（AGC）、TDI（Target Doppler Indicator）などの新技術が採用された。
またその優れた捜索能力を活用するため、OYQ-101 対潜情報処理装置（ASW Direction System: ASWDS）との連接に対応した。
本機は相当の高性能を備えていたものの、その代償として相当の大重量であり、仮に3,000トン級護衛艦に搭載する場合には基準排水量の約5％を占める大重量機器を艦首に装備するため特別な配慮が必要とされた。このため、装備艦はしらね型護衛艦（50DDH）のみとされており、当初検討されていたはるな型（43DDH）への後日装備は、最終的に実現しなかった。装備方式はOQS-3と同様に艦首装備式（バウ・ソナー）とされている。